# Mercosurf
"Mercosurf" é um projeto paralelo de música do qual fazem parte os artistas Paulinho Moska (brasileiro), Jorge Drexler (uruguaio) e Kevin Johansen (argentino).